# 54-es, jelentkezz!
Az 54-es jelentkezz! (eredeti cím: Car 54, Where Are You?) 1994-ben bemutatott amerikai filmvígjáték, melyet Bill Fishman rendezett. Az 1961 és 1963 között futó Car 54, Where Are You? című amerikai televíziós sorozat remake-je, illetve folytatása. A főbb szerepekben David Johansen, John C. McGinley és Fran Drescher látható.

## Cselekmény
New Yorkban az 54-es rendőrautót az ügyefogyott és megbízhatatlan Günther Csetlik őrmester és társa, az idős Oldboy őrmester vezeti. Oldboy kórházba kerül, ezért Csetlik új társának a szabálymániás Francis Botlik őrmestert nevezik ki. Kezdetben nehezen jönnek ki egymással, azonban Csetlik – Sziréna nevű felesége tanácsára – meghívja vacsorára újdonsült társát és utána már jóban lesznek.  
A rendőrkapitány megbízza Csetlik és Botlik őrmestert, hogy vigyázzanak egy Herbert Steksz nevű ügyvédre, aki koronatanú és a helyi maffiavezér, Don Klausztró ellen tanúskodna. Botlik beleszeret egy Bella Kebella nevű prostituáltba, aki viszonozza szerelmét. Csetlik egy Leteri Ted nevű bérgyilkosnak adja ki magát, hogy beépüljön Don Klausztró bandájába, de lebukik. A közelben tartózkodó Botlikkal és Steksszel együtt egy vidámparkba menekülnek a főmaffiózó és az emberei elől, majd Don Klausztrót letartóztatják.

## Szereplők
| Színész          | Szerep                   | Magyar hang            |
| ---------------- | ------------------------ | ---------------------- |
| David Johansen   | Günther Csetlik őrmester | Kerekes József         |
| John C. McGinley | Francis Botlik őrmester  | Schnell Ádám           |
| Fran Drescher    | Bella Kebella            | Bede-Fazekas Annamária |
| Nipsey Russell   | Kapitány                 | Galkó Balázs           |
| Rosie O'Donnell  | Sziréna                  | Kocsis Mariann         |
| Daniel Baldwin   | Don Klausztró            | Jakab Csaba            |
| Jeremy Piven     | Herbert Steksz           | Háda János             |
| Al Lewis         | Oldboy őrmester          | Verebély Iván          |

## Forgatás
A Car 54, Where Are You? című 1960-as években készített sorozat újragondolását 1990-ben forgatták, de többször átszerkesztették, megvágták, és ennek eredményeként a végső verziót csak 1994 januárjában vetítették az amerikai mozik. Eredetileg zenés filmnek szánták, de a legtöbb zeneszámot végül kivágták.[forrás?]

## Fogadtatás
A filmről a kritikusok rossz véleménnyel voltak, a kritikákat összegyűjtő Rotten Tomatoes oldalán 17-ből 17 kritikus egyaránt negatívan értékelte. Megítélése az IMDb-n szintén rossz, a felhasználók szavazatai alapján bekerült a top 100 legrosszabb film közé.
A 15. Arany Málna-gálán Rosie O’Donnell elnyerte a legrosszabb női mellékszereplő díját, többek között a filmben nyújtott alakításáért (megosztva az Irány az Éden és A Flintstone család című filmekben eljátszott szerepeiért).

## DVD megjelenés
Az Egyesült Államokban az MGM Home Entertainment adta ki 2003. szeptember 8-án.

## Fordítás
- Ez a szócikk részben vagy egészben  a   Car 54, Where Are You? (film) című angol Wikipédia-szócikk fordításán alapul.  Az eredeti cikk szerkesztőit annak laptörténete sorolja fel. Ez a jelzés csupán a megfogalmazás eredetét és a szerzői jogokat jelzi, nem szolgál a cikkben szereplő információk forrásmegjelöléseként.